# Stichopogon aurigerum
Stichopogon aurigerum är en tvåvingeart som beskrevs av Pavel Lehr 1984. Stichopogon aurigerum ingår i släktet Stichopogon och familjen rovflugor. Inga underarter finns listade i Catalogue of Life.